# Szathmáry Károly (sportoló)
Szathmáry Károly (Vác, 1982) magyar gombfoci-világbajnok és Európa-bajnok.

## Pályafutása
Szektorlabda-pályafutását 1992 nyarán, a Váci Reménység Sportegyesület asztali-labdarúgó szakosztályában kezdte. 1994. szeptember 25-én, mindössze tizenegy évesen első helyen végzett a tizenhat éven aluliak Európa-bajnokságán.

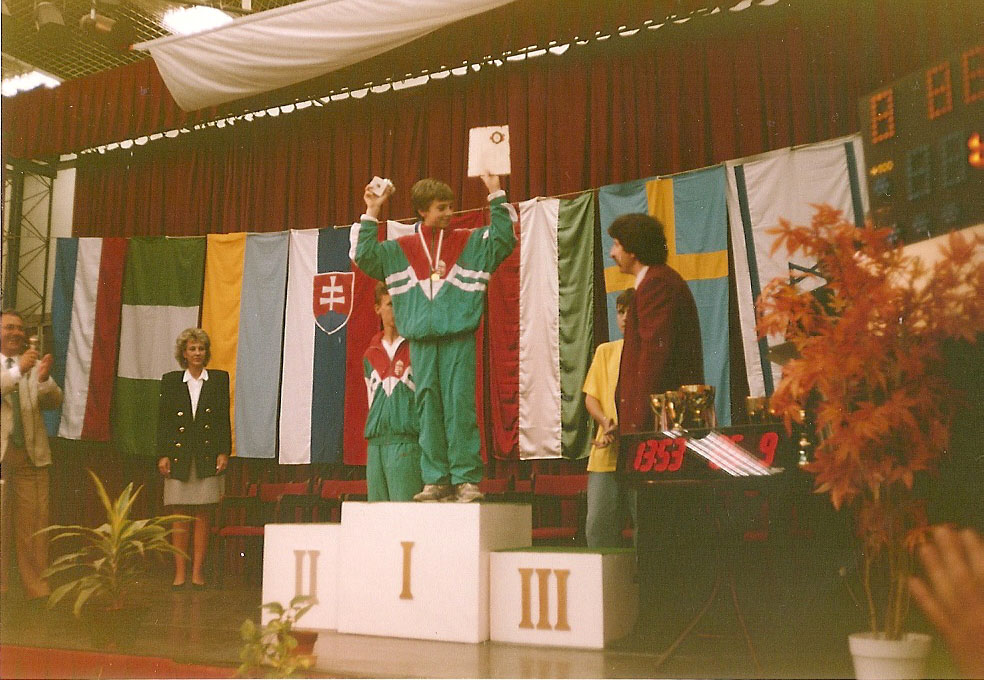
Szathmáry Károly az 1994-es Európa bajnokságon

1996 májusában világbajnoki címet szerzett, még mindig ifjúsági kategóriában. 1999-ben, még mindig ifiként megvédte Eb-címét. 2002-ben, mindössze tizenkilenc évesen a sportág történetének második legfiatalabb egyéni magyar bajnoka lett. Ugyanebben az évben mutatkozott volna be a felnőtt válogatottban, de egy betegség miatt csak a cserék közt szerepelt az Eb-t nyerő csapatban. 2003-ban Ács Mártonnal világkupagyőzelmet arattak párosban. 2004-ben a világbajnokságon a magyar csapat felkészülését segítette szövetségi edzőként, míg a Váci Lakóterületi SE tagjaként bajnoki címet ünnepelhetett, valamint öt egymást követő egyéni országos versenyen végzett az élen, amiért ő nyerte el „Az év játékosa” címet. 2005-ben hazai pályán győzelemre vezette a Váci LSE-t a Bajnokok Ligája döntőjében.
A címet 2006-ban Lausanne-ban, 2007-ben Pulán, 2008-ban pedig Óbecse városában védte meg a csapat, soraiban Szathmáryval. 2006-ban a magyar válogatott tagjaként Európa-bajnoki címet szerzett, Demény Zoltán párjaként párosban is az élen zárt az országos bajnokságon, majd veretlenül nyerte a magyar bajnokságot, amely címét megvédte 2007-ben is, a sportág történetében egyedülálló módon ismét veretlenül. 2008-ban az utolsó fordulóban elszenvedett vereséggel második helyen végzett az országos bajnokságon. 
A 2007-es világbajnokságon edzőként szerepelt a brazil válogatottnál, akik egy negyedik hellyel debütáltak a világversenyeken. Tanítványa, Kollár Tibor ugyanezen a világbajnokságon megnyerte az ifjúságiak versenyét (Tibor összesen három Eb- és két vb-címet szerzett az ifik közt). A 2009-es világbajnokságot egy rosszullét miatt félbehagyni kényszerült a legjobb nyolc között, a 2010-es Európa bajnokságon azonban csapatban és párosban is (ezúttal Laczkó Balázzsal oldalán) aranyérmet szerzett, míg egyéniben a második helyen zárt. 
2012-ben a riói világbajnokságot anyagi okokból kihagyni kényszerült, így ismét az Európa-bajnokságon vigasztalódott, ahol csapatban arany-, egyéniben ezüstérmet szerzett. Ezután a Brazíliából származó 12 érintéses asztali labdarúgással kezdett foglalkozni, a kezdeti apró sikerek után pedig 2017 nyarán ebben a szakágban is Európa-bajnok lett. Ebben az évben vezetésével alakult meg a Dunakanyar Forte Asztali Labdarúgó Klub, amely mára ismét az NB1-ben szerepel.
2023-ban a váci klub szétválása után a Vasi GE csapatához igazolt egy évre kölcsönbe, segítségével pedig a szombathelyiek megnyerték fennállásuk első bajnoki címét. Szathmáry a bajnokság pontkirálya lett, és átvette a vezetést a sportág ranglistáján. Egy évvel később veretlenül nyerte meg a Tízek Bajnokságát, ezzel pedig elmondhatja, hogy minden létező címet bezsebelt már.
Világbajokságon 2009 után nem szerepelt, mert bár a mundiálon való indulás jogát minden alkalommal kiharcolta, egy alkalommal sem sikerült megteremteni az utazás anyagi feltételeit.

## A pályán kívül
1982. október 17-én, Vácott született. Nyolcévesen elveszítette édesanyját, s mivel többször büntetett, alkoholfüggő apja nem volt alkalmas a gyermeknevelésre, anyai nagymamája vette gyámság alá. A gombfocival apai nagypapája ismertette meg, akiről többször is úgy beszélt, mint az az ember, akit életében legjobban szeretett. Apafigurának edzőjét, Bártfay Csabát tekintette.
Informatikusként végzett a váci Boronkay György Szakközépiskola és Gimnáziumban 2001-ben. Több nagyvállalat informatikai rendszerének átalakításában is szerepet vállalt, de fő profiljának a számítógépek és laptopok szervizelését tekintette. Több területen is kipróbálta magát, így volt például televíziós műsorvezető, színpadi konferanszié, de dolgozott benzinkutasként is a válság idején. Cserey László oldalán már fiatal korától végezte önkormányzati irattárak selejtezését, levéltári átadását. Cserey halála után több önkormányzat ragaszkodott hozzá; velük a mai napig együtt dolgoznak. 2021 óta a MAVIR Zrt. IT-részlegén dolgozik, ami mellett vállalkozását is tovább üzemelteti.
A szektorlabdában sem egyedül játékosként kell róla említést tenni. Bártfay Csabától mindent megtanult, ami a játék technikai hátterét illeti, így kiváló minőségű csapatokat tervez és gyártat, valamint saját maga készít pálcákat. Ugyancsak sok csapatdíszítés fűződik a nevéhez. Kitanulta a civil szervezetek alapításának és üzemeltetésének mesterségét, így nem csak a Dunakanyar Forte ALC-t vezeti, de segédkezik a Magyar Asztali Labdarúgó Szövetség és a Nemzetközi Asztali Labdarúgó Föderáció vezetésében is.
Menyasszonyával, Nótás Anitával Sződön él.